# Stephanie Jones
Stephanie Ann „Steffi” Jones (ur. 22 grudnia 1972 we Frankfurcie nad Menem) – niemiecka piłkarka, zawodniczka 1. FFC Frankfurt i reprezentacji Niemiec, mistrzyni świata 2003, mistrzyni Europy 1997, 2001 i 2005, brązowa medalistka Igrzysk Olimpijskich w Sydney w 2000 i w Atenach w 2004.

## Życie osobiste
W lutym 2013 roku zadeklarowała, że jest lesbijką. W czerwcu 2014 poślubiła swoją partnerkę.